# 常仙寺 (杉並区)
常仙寺（じょうせんじ）は、東京都杉並区にある曹洞宗の寺院。

## 概要
1602年（慶長7年）、祥岩存吉によって開山した。元々は江戸麹町（現・東京都千代田区）に位置していたが、1908年（明治41年）に現在地に移転した。

## 本尊
本尊は薬師如来で、行基の作といわれている。開山の祥岩存吉が俗人だった頃、三河国設楽郡新城村（現・愛知県新城市）で狼に襲われて進退窮まった際、薬師如来が虎に化身して救ってくれたことから、その恩に報いるために出家して当寺を建てたという。その逸話から、この薬師如来は「寅薬師」と呼ばれるようになった。

## 墓所
- 塩井雨江（国文学者）

## 交通アクセス
- 東高円寺駅より徒歩7分。